# Жиро, Брижит
Брижитт Жиро (фр. Brigitte Giraud, род. 1960[…], Сиди-Бель-Аббес, Франция) — французская писательница, лауреат Гонкуровской премии 2022 года.

## Биография
Родилась в 1960 году в городе Сиди-Бель-Аббес (Французский Алжир), с детства живёт в Лионе. Работала продавцом книг, автор романов и другой прозы.
В 1997 году первая книга Жиро «Комната родителей» (La Chambre des parents) была отмечена студенческой премией. В 2007 году стала лауреатом Гонкуровской премии за рассказ за сборник рассказов «Любовь слишком переоценена» (L’amour est très surestimé), а в 2009 году удостоена приза жюри Большой премии Жана Жионо за роман «Странный год» (Une année étrangère). В 2019 году стала финалистом премии Медичи с романом «День отваги» (Jour de courage).
3 ноября 2022 года в четырнадцатом туре голосования жюри стала тринадцатой женщиной — обладательницей Гонкуровской премии за автобиографическую повесть «Жить быстро» (Vivre vite) о личном опыте Жиро, обретённом после гибели в 1999 году её мужа Клода в дорожном инциденте на мотоцикле. Решающим стал голос президента академии, отдавшего Жиро предпочтение перед её конкурентом — Джулиано да Эмполи.

### Романы
- Комната родителей / La Chambre des parents, Fayard, 1997
- Nico, Stock, 1999
- Marée noire, Stock, 2004
- J’apprends, Stock, 2005
- Странный год / Une année étrangère, Stock, 2009
- Pas d’inquiétude, Stock, 2011
- Avoir un corps, Stock, 2013
- Nous serons des héros, Stock, 2015
- Un loup pour l’homme, Flammarion, 2017
- День отваги[фр.] / Jour de courage, Flammarion, 2019, 160 pp. ISBN 978-2-0814-6977-8
- Porté disparu, l'École des loisirs, 2022, 168 pp. ISBN 9782211319133

### Повести
- Сейчас / À présent, Stock, 2001
- Жить быстро[фр.] / Vivre vite, Flammarion, 2022, 208 p. ISBN 9782080207340

### Сборники рассказов
- Любовь слишком переоценена / L’amour est très surestimé, Stock, 2007 ISBN 9782234059252
- С парнями / Avec les garçons, suivi de Le Garçon, J’ai lu, 2010 ISBN 9782290027325